# Musikåret 1954

## Händelser

### April
- April – Big Joe Turner spelar in rock and roll-standardlåten Shake, Rattle and Roll på Atlantic Records.[1]
- 12 april – I en studio i New York spelar Bill Haley och hans band "The Comets" in rocklåten "Rock Around the Clock", genrens första stora hitlåt [2].

### Maj
- 9 maj – Allan Petterssons Symfoni nr 2 uruppförs på Musikaliska akademien av Stockholms Radioorkester under Tor Mann.
- 20 maj – Bill Haley and His Comets släpper sången Rock Around the Clock på Decca.

### Juli
- 5 juli – Elvis Presley skivdebuterar hos Sun Records i Memphis, Tennessee med låten That's All Right.

### Okänt datum
- Sonora börjar ge ut EP-skivor.[3]
- Felix Alvo och Povel Ramel grundar skivbolaget Knäppupp.[4]
- Artisten Lapp-Lisas skivmärke upphör.[5]

## Priser och utmärkelser
- Medaljen för tonkonstens främjande – John Fernström

## Årets album
- Ella Fitzgerald – Songs in a Mellow Mood
- Billie Holiday – Billie Holiday
- Billie Holiday – Billie Holiday at Jazz at the Philharmonic
- Jimmy Raney – Visits Paris, vol. 1
- Jimmy Raney – Visits Paris, vol. 2

## Årets singlar och hitlåtar
Vänligen sortera soloartister på efternamn, musikgrupper på förstabokstaven (utan engelskans "The" och "A")
- Alice Babs & Charlie Norman – Käre John (A Dear John Letter) [6]
- Bill Haley and His Comets – Rock Around the Clock
- Cacka Israelsson – Gamle Svarten (Ole Faithful) [6]
- Zarah Leander – Vill ni se en stjärna? (Wenn der weisse Flieder wieder blüht) [6]
- Lars Lönndahl – Legenden om Tina
- Lars Lönndahl – Drömmen om Marie

## Årets sångböcker och psalmböcker
- Evert Taube – Evert Taubes bästa 1954 [7]

## Födda
- 25 januari – Jan Sandström, svensk tonsättare.
- 6 februari – Victoria Kahn, svensk skådespelare, mimare, sångare, koreograf och teaterregissör.
- 7 februari – Dieter Bohlen, tysk musiker.
- 11 mars – David Newman, amerikansk kompositör av framför allt filmmusik.
- 16 mars – Nancy Wilson, amerikansk sångare.
- 1 april – Mats Ronander, svensk musiker och sångare
- 5 april – Anna-Lotta Larsson, svensk sångare och skådespelare.
- 17 april – Blackbyrd McKnight, musiker (P Funk).
- 19 maj – Phil Rudd, australiensisk musiker, trummis i AC/DC.
- 31 maj – Anders Hillborg, svensk tonsättare.
- 1 juni – Liten Falkeholm, svensk basist.
- 3 juni – Monica Törnell, svensk sångare.
- 18 juni – Magnus Uggla, svensk sångare och låtskrivare.
- 21 juni – Dan Hylander, svensk kompositör, textförfattare, gitarrist och sångare.
- 6 juli – Anders Nilsson, svensk tonsättare.
- 21 juli – Augustus Pablo, jamaicansk musiker.
- 19 juli – Cecilie Ore, norsk tonsättare.
- 8 augusti – Richard Sseruwagi, svensk skådespelare och sångare.
- 25 augusti – Elvis Costello, brittisk sångare, låtskrivare och gitarrist.
- 23 oktober – Mats Lindblom, svensk skådespelare, sångare och regissör.
- 3 november – Adam Ant, brittisk musiker, sångare i gruppen Adam & the Ants.
- 11 december – Jermaine Jackson, amerikansk sångare och basist, en av medlemmarna i The Jackson 5.
- 25 december – Robin Campbell, brittisk musiker, gitarrist och sångare i UB40.
- 25 december – Annie Lennox, brittisk musiker, sångare i Eurythmics.

## Avlidna
- 4 februari – Ragnar Widestedt, 66, svensk skådespelare, sångare, kompositör och regissör.
- 17 april – Georg Enders, 56, svensk filmmusikkompositör.
- 19 maj - Charles Ives, 79, amerikansk kompositör och försäkringstjänsteman
- 15 juni – Helfrid Lambert, 86, svensk skådespelare och operettsångare.
- 5 december – Dagmar Ebbesen, 63, svensk skådespelare och sångare.

### Fotnoter
1. ↑  ”Shake, Rattle & Roll Big Joe Turner”. Rolling Stone Magazine. Arkiverad från originalet den 18 februari 2009. https://web.archive.org/web/20090218224523/http://www.rollingstone.com/news/story/6595971/shake_rattle__roll. Läst 25 februari 2009.
2. ↑  20:e århundrades När Var Hur - 1954, Bernt Himmelstedt, Forum, 1999
3. ↑  ”78:or & film”. Arkiverad från originalet den 1 december 2021. https://web.archive.org/web/20211201132719/http://musiknostalgi.atspace.cc/sonora.htm. Läst 3 juni 2011.
4. ↑  ”78:or & film”. Arkiverad från originalet den 29 augusti 2019. https://web.archive.org/web/20190829124631/http://musiknostalgi.atspace.cc/knappupp.htm. Läst 3 juni 2011.
5. ↑  ”78:or & film”. Arkiverad från originalet den 21 juni 2019. https://web.archive.org/web/20190621201343/http://musiknostalgi.atspace.cc/lapplisa.htm. Läst 3 juni 2011.
6. 1 2 3  ”Låtar du trodde var svenska”. Arkiverad från originalet den 26 oktober 2013. https://web.archive.org/web/20131026075436/http://gotiskaklubben.wordpress.com/2013/09/22/latar-du-trodde-var-svenska/. Läst 22 mars 2011.
7. ↑  ”Evert Taubes visböcker med innehåll”. http://www.abc.se/~m8169/taube/taubevis.html. Läst 23 mars 2011.